# 李承培
李承培（韓語：이승배，1971年5月10日—），韩国男子拳击运动员。他曾代表韩国参加1992年和1996年夏季奥林匹克运动会拳击比赛，获得一枚银牌和一枚铜牌。他也曾参加1994年和1998年亚洲运动会。